# Johann Adam Pollich
Johann Adam Pollich o Johan Adam Pollich (* 1 de enero de 1741, Kaiserslautern- 24 de febrero de 1780 ) fue un médico, botánico y entomólogo alemán.

## Obra
- 1763: Dissertatio physiologico-medica de nutrimento incremento statu ac decremento corporis humani. 20 S. Argentorati: Heitz ( Disertación méd.)
- 1776-1777: Historia plantarum in Palatinatu electorali sponte nascentium incepta, secundum systema sexuale digesta. Bd. 1 : 454 S.; Bd. 2: 664 S.; Bd. 3: 320 S. - Mannhemii, apud Christian Friedrich Schwan
- 1779: Beschreibung einiger Insecten, die noch im Linné’schen System fehlen und um Weilburg vorkommen.
- 1781: Von den Insecten die in Linne's Natursystem nicht befindlich sind. Bemerk. Kuhrpfälz. phys.-oek. Ges., 1779: 252-287.
- 1783: Descriptio insectorum Palatinorum. Act. Leopoldina VII.

## Honores

### Epónimos
El género Pollichia Medik. de la familia de Boraginaceae le fue dedicado.
- La abreviatura «Pollich» se emplea para indicar a Johann Adam Pollich como autoridad en la descripción y clasificación científica de los vegetales.[1]